# Svatá kniha
Svatá kniha je souborem textů, které nějaké náboženství považuje za svaté. Mnoho náboženství tento text považuje za napsaný nebo inspirovaný božstvem.
Jednou z nejstarších svatých knih je Rgvéda, jedna z posvátných knih hinduismu, která byla složena v letech 1500–1300 př. n. l. O nejstarších pasážích zoroastriánské knihy Avesta se předpokládá, že byly ústně tradovány století před napsáním, předpokládá se asi v roce 1000 př. n. l.
První tištěná svatá kniha pro větší rozšíření je buddhistická Diamantová sútra, která byla vytištěna 11. května 868.

## Svaté knihy
- Ásatrú – Edda (konkrétně zejména Vědmina píseň)
- Bahá'í – Kitáb-i-Aqdas, Kitáb-i-Íqán (shrnutí teologie) a mnoho dalších knih.
- Buddhismus:
  - Théraváda – Pálijský kánon
  - Mahájána – Tripitaka
- Církev sjednocení – Boží Princip, Čon Song Gyon
- Diskordianismus – Principia Discordia
- Hinduismus – védy a řada dalších spisů
- Hermetismus – Smaragdová deska, Corpus Hermeticum
- Islám – Korán
- Judaismus – Tanach, Talmud
- Konfucianismus – pět klasických knih: I-ťing, Ši-ťing (Kniha ód), Li-ji (Kniha rituálů), Šu-ťing (Kniha historických dokumentů), Čchun Čchiou (Letopisy Jara a Podzimu), Jüe ťing (Kniha hudby)
- Křesťanství – Bible, v některých odvětvích i další knihy (Kniha Mormon)
- Manicheismus – Aržang
- Olympské, Homérské, Orfické a Pelasgické náboženství - Ilias, Odyssea, Zrození bohů, Orfické hymny, Homérské hymny
- Satanismus – Satanská bible
- Sikhismus – Guru Granth Sahib, Dasam Granth Sahib
- Šintoismus – Kódžiki, Nihon Šóki
- Taoismus – Tao te ťing
- Zoroastrismus – Avesta a další spisy